# کلاویخو

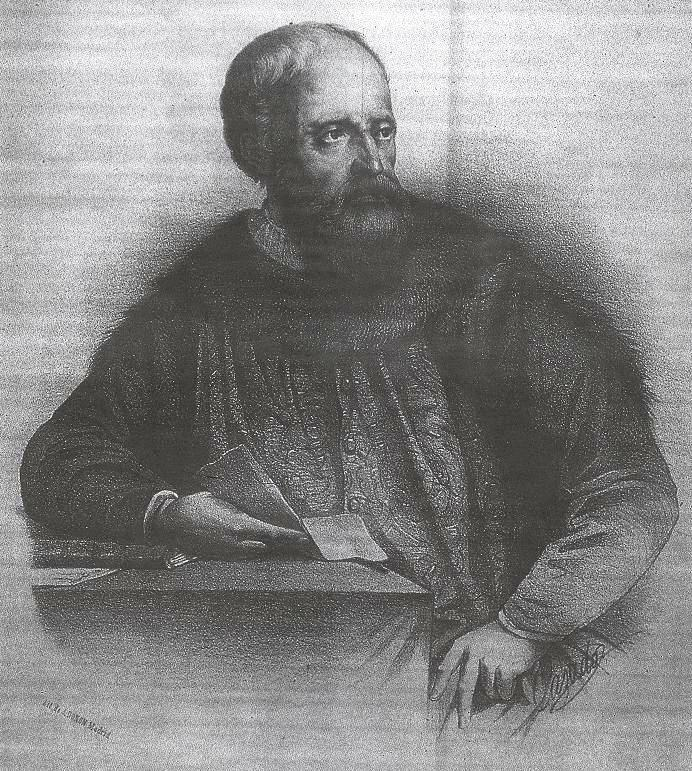

روی گونزالس کلاویخو اسپانیایی: Ruy González de Clavijo‎ (درگذشته ۲ آوریل ۱۴۱۲) نویسنده و جهانگرد اسپانیایی که فرستاده مخصوص هانری سوم پادشاه کاستیل به نزد تیمور گورکانی بود و شرح مسافرت خویش را در سفرنامه‌ای نگاشت.

## سفرنامه
در سفرنامه کلاویخو شرح کامل سفارت وی و سفرش (بین سالهای ۱۴۰۳ تا ۱۴۰۶ میلادی) از مایورکای اسپانیای تا سمرقند و همچنین کشورها و شهرها و شاهان و حاکمان و اوضاع و احوال مردم آن عصر را خصوصاً ایران عصر تیموری را می‌توان به وضوح دریافت.

## نکات جالب
در این سفرنامه اولین بار در طول تاریخ از نام تهران اسمی به میان می آید.
مدت زمان این سفر آنقدر طولانی و مشقات ان سخت بوده که چند تن ار همراهان گونزالز کلاویخو بیمار شده و می‌میرند.
مسعود رجب نیا، مترجم این سفرنامه در بخشی از مقدمهٔ کتاب نگاشته: «کلاویخو به‌ویژه از شمال غربی ایران تا شمال شرقی را پیموده‌است. از آنجا که نظری دقیق و تیزبین داشته بسیاری از امور را چه از لحاظ اجتماعی و چه از نظر اداری و سیاسی دریافته و نوشته‌است.»